# テキサス州肥料工場爆発事故
テキサス州肥料工場爆発事故（テキサスしゅうひりょうこうじょうばくはつじこ）は、2013年4月17日午後7時50分（現地時間、日本時間では18日午前9時50分）、アメリカ合衆国テキサス州マクレナン郡ウエストで発生した大規模爆発である。

## 概説
現場は郡庁所在地ウェーコの北30km、ダラス南方約130kmに位置する化学肥料会社ウエスト・ファーティライザーの工場。
近くの集合住宅・学校・高齢者施設などが炎上したり損壊したりし、多数の死傷者が出た。住民約2800人の半数に退避勧告が出され、工場火災は18日未明も続いた。事故現場には30メートルにも及ぶ巨大なクレーターが形成され、市警察は「工業事故であること以外を示す材料はないが、念のため事件として対応している」と会見で語った。
アメリカ地質調査所によると、爆発によってマグニチュード2.1の地震が発生した。爆発音は数十km離れた場所でも聞こえたといわれる。トミー・ムスカ町長はCNNの取材に「核爆発のようなキノコ雲が見えた」と語った。　
テキサス州当局では4月19日には捜索活動をほぼ終了、14名の死亡を確認、約200名が負傷したことを明らかにしている。工場を操業していたウエスト・ファーティライザーは2012年の時点で270tの硝酸アンモニウムを保管していた。工場には爆発防護壁を設けておらず、周辺の建物60-80棟が被害を受けている。
最終的には死者15名、300名以上の負傷者を出す大惨事となった。
BATFE（アルコール・タバコ・火器及び爆発物取締局）は2016年5月11日、この事故の原因が放火もしくは故意によるものと断定し、犯人逮捕に直結する情報を提供した者に最大で5万ドルの懸賞金を提供することを発表した。
2016年1月に発表された、米国化学物質安全委員会(CSB)の最終事故調査報告書によれば、貯蔵されていた270トンの硝酸アンモニウムのうち、実際に爆発したのは約30トンであり、TNT爆薬に対する相対爆発力は42%であることから、爆発力はTNT換算で12.5トンであったとしている
。

## 脚注

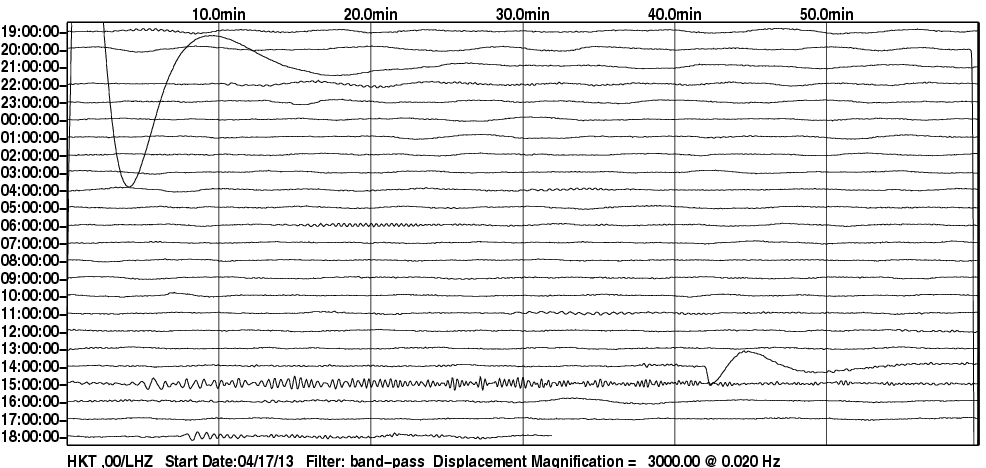
228km南東のHockleyで観測された、爆発による地震波